# 第九三一海軍航空隊
第九三一海軍航空隊(だい931かいぐんこうくうたい）は、日本海軍の部隊の一つ。太平洋戦争後期の1944年に、シーレーン防衛専門の航空部隊として編成された。従来の基地航空隊とは違い、船団に随伴して対潜護衛を行うために航空母艦に便乗し、前路哨戒・対潜掃討を担う艦上機部隊として誕生した。しかし、護衛空母の随伴は年末を待たず断念され、ごく一般的な陸上基地航空隊として対潜掃討作戦に従事した。また、末期には数少ない艦上攻撃機部隊であったことから、沖縄戦（菊水作戦）に際しては、特攻を行なわない通常攻撃隊（雷撃隊）として参加した。

## 沿革

### 創設の経緯
1943年（昭和18年）12月15日、これまで連合艦隊隷下で航空機運搬任務に従事していた航空母艦「大鷹」・「雲鷹」・「海鷹」が海上護衛総司令部に譲渡され、さらに同月20日には改造を終えた「神鷹」も追加された。一挙に4隻の空母を手にした海上護衛総隊は、護送船団にこれらの空母を随伴させ、艦上機による広範囲の哨戒と迅速な対潜掃討を実現化することにした。空母の転籍から2ヶ月あまり経った1944年（昭和19年）2月1日、内戦作戦実施航空隊では随一の攻撃力を持つ佐伯海軍航空隊の攻撃機隊を抽出し、艦上機部隊として編成したのが九三一空である。48機の定数を4等分し、12機1チームで護衛作戦と佐伯での休養・訓練のローテーションを組んで運用した。

### 艦上航空隊の時期
- 昭和19年2月1日　佐伯海軍航空隊より九七式艦上攻撃機48機を抽出し開隊。原隊は依然佐伯飛行場。海上護衛総司令部隷下。
- 昭和19年4月1日　海鷹、第1回出撃。門司を発しヒ57船団を護衛、4月16日シンガポールに無事到着。対潜掃討なし。
- 昭和19年4月21日　海鷹、シンガポールを発しヒ58船団を護衛、5月3日門司に無事到着。対潜掃討1回で、アメリカ潜水艦「ロバロー」を損傷させたと推定される[1]。
- 昭和19年5月3日　大鷹、第1回出撃。門司を発しヒ61船団を護衛、5月18日シンガポールに無事到着。対潜掃討なし。
- 昭和19年5月23日　大鷹、シンガポールを発しヒ62船団を護衛、6月8日門司に到着（2隻損傷）。対潜掃討なし。
- 昭和19年5月29日　海鷹、第2回出撃。門司を発しヒ65船団を護衛、6月12日シンガポールに無事到着。対潜掃討なし。
- 昭和19年6月17日、海鷹、シンガポールを発しヒ66船団を護衛、6月26日門司に到着（2隻損傷、海防艦淡路戦没）。対潜掃討なし。
- 昭和19年7月14日　神鷹、第1回出撃。門司を発しヒ69船団を護衛、7月31日シンガポールに無事到着。対潜掃討1回。
- 昭和19年8月4日　神鷹、シンガポールを発しヒ70船団を護衛、8月15日門司に無事到着。対潜掃討1回。
- 昭和19年8月8日　大鷹、第2回出撃。門司を発しヒ71船団を護衛、8月18日フィリピン海峡で戦没。輸送船5隻・海防艦3隻戦没。
- 昭和19年8月24日　雲鷹、第1回出撃。門司を発しヒ73船団を護衛、9月5日シンガポールに無事到着。対潜掃討なし。ただし、木俣滋郎によれば、9月1日にアメリカ潜水艦「タニー」を損傷させた可能性がある。マニラ所在の第九五四海軍航空隊も同日同所にて敵潜水艦撃沈を報じている[2]。
- 昭和19年9月8日　神鷹、第2回出撃。門司を発しヒ75船団を護衛、9月22日シンガポールに無事到着。対潜掃討1回。
- 昭和19年9月11日　雲鷹、シンガポールを発しヒ74船団を護衛、9月17日南シナ海で被雷戦没。戦没までに対潜掃討2回。
- 昭和19年10月2日　神鷹、シンガポールを発しヒ76船団を護衛、10月11日単艦で佐伯に無事到着。対潜掃討なし。
- 昭和19年10月25日　海鷹、龍鳳を護衛し内地－台湾間を往復。
- 昭和19年11月1日　海鷹、第3回出撃。門司を発しヒ83船団を護衛、12月26日シンガポールに到着（1隻損傷）。対潜掃討なし。
- 昭和19年11月14日　神鷹、第3回出撃。門司を発しヒ81船団を護衛、11月15日東シナ海で戦没。あきつ丸含む輸送船2隻戦没。
- 昭和19年12月26日　海鷹、シンガポールを発しヒ84船団を護衛、20年1月13日門司に到着（触雷により1隻喪失）。対潜掃討なし。

海鷹の帰港の同日、仏印沖でヒ86船団が壊滅し、大規模船団による南方シーレーン維持は断念された。これをもって九三一空は本来の目的であった船団随伴護衛任務を失った。度重なる対潜掃討は目視が可能な昼間に限定され、結果的に成果を出せなかった。海護総隊の航空参謀でさえ「足手まとい」と自嘲する結果に終わった。対する米軍潜水艦部隊の幹部の中には、「台湾やフィリピンの陸上基地から哨戒機を繰り出した方がまだよかった」と評する者もいた。もっとも、木俣滋郎によれば、撃沈戦果こそないものの、少なくとも3隻の潜水艦に損傷を与えていたのではないかと考えられるという。

### 陸上基地航空隊の時期
- 昭和19年10月頃　　台湾沖航空戦に備え、沖縄本島小禄飛行場に派遣隊進出。
- 昭和19年11月19日　小禄派遣隊、済州島飛行場に移転。対馬海峡の対潜哨戒に従事。
- 昭和19年12月10日　第一護衛艦隊編成、隷下に移る。
- 昭和20年1月1日　第九〇一海軍航空隊の指揮下で台湾海峡の対潜哨戒を開始。
- 昭和20年2月22日　華中沿岸の対潜掃討・南号作戦支援を目的に「AS1号作戦」発動、半数参加。
- 昭和20年3月13日　上海－台湾間航路上の対潜哨戒を目的に「AS2号作戦」発動、継続して参加。
- 昭和20年3月19日　対馬海峡横断航路上の対潜哨戒を目的に「AS3号作戦」発動。済州島派遣隊参加。
- 昭和20年4月8日　「菊水作戦」に際し、通常雷撃隊16機（通称「菊水部隊千代田隊」）を串良飛行場に派遣。
- 昭和20年4月10日　AS3号作戦より撤退。済州島派遣隊は観音寺飛行場にて再編・訓練に着手。
- 昭和20年4月11日　千代田隊先発隊は喜界島飛行場に進出。直後に敵艦上機群に襲撃され撤退。
- 昭和20年4月15日　菊水三号作戦発動、千代田隊出撃。
以後、6月21日までの菊水作戦に出撃。この間に、雷撃隊の主力機材を、順次、天山に変更。
- 昭和20年7月18日 沖縄沖の敵船団に月明雷撃を敢行、戦果なし。
- 昭和20年8月10日 沖縄沖の敵船団に夜間雷撃を敢行、戦果なし。
- 昭和20年8月12日 沖縄沖の米軍艦隊に4機で夜間雷撃を敢行、中城湾に停泊していた戦艦ペンシルベニアに魚雷1本を命中させ大破させる。これが結果的に串良からの最後の出撃となった。
- 昭和20年8月14日　観音寺派遣隊が串良に到着。入れ替わりに、千代田隊は、佐伯、ならびに、観音寺に撤退。
- 戦後解隊。

当初、航続距離が短い九七艦攻を主力機材としていた九三一空は、天山を擁する九〇一空や第五航空艦隊指揮下の七〇一空（攻撃第251飛行隊。のちに九三一空に編入）、第三航空艦隊指揮下の一三一空（攻撃第254、攻撃第256の各飛行隊の串良派遣隊。のちに、串良基地に残留の隊員と機体は、攻撃第251飛行隊に編入）などのように串良基地からの直接攻撃が困難であったため、喜界島飛行場への進出が不可欠であったが、喜界島飛行場も頻繁に敵機の襲撃を受け、同飛行場からの出撃回数は多くはない。その後、菊水作戦の途中からは、雷撃隊の主力機材を天山に変更し、串良基地からの沖縄方面への夜間雷撃に参加していたが、最終的には、本土決戦時のために温存策を取った。3次にわたったAS作戦も功を奏せず、東シナ海シーレーンも潜水艦攻撃の場となっていた。なお、終戦時には、同じ五航艦指揮下の634空（主に水上偵察機「瑞雲」装備の航空隊）、762空（主に陸上爆撃機「銀河」装備の航空隊）とともに、決号作戦時における対機動部隊夜間雷撃専門航空戦隊として編成された第32航空戦隊を構成する航空隊となっていた。

## 主力機種
- 九七式艦上攻撃機
- 天山

## 歴代司令
- 大塚秀治（昭和19年2月1日－）
- 中村建夫（昭和19年11月21日－）
- 峰松巌（昭和20年5月10日－戦後解隊)